# Driving in My Car
"Driving in My Car" is een single uit 1982 van de Britse ska-popband Madness. Het werd geschreven door pianist Mike Barson en haalde de vijfde plaats in de Engelse hitlijsten. 

## Achtergrond
"Driving in My Car" (een reactie op het succes van de Ford Taunus) werd op 24 juli 1982 uitgebracht als opvolger van de nr. 1-hit "House of Fun". Naar goed gebruik is er een humoristische videoclip gemaakt waarin de bandleden voor automonteurs spelen alswel plaats nemen in een ouderwetse Morris Minor met het kenteken MAD7. Onderweg komen ze Fun Boy Three (de voormalige zangers van The Specials) tegen, maar weigeren hen een lift te geven. 
De B-kant is "Animal Farm", een remix van "Tomorrow's Dream" dat voor het album 7 was opgenomen. De 12-inch bevat een fietsversie van "Driving in My Car" ("Riding on My Bike"), gezongen door saxofonist Lee Thompson die hier voor het eerst te horen is op de dwarsfluit.

## Gebruik in reclame
Het nummer werd al gespeeld tijdens de recente tournee door Japan waar Madness te zien was in reclamespotjes voor de Honda City. In 1983 werden er op muziek van "Driving in My Car" twee nieuwe spotjes gemaakt (in eigen land) ter promotie van de Turbo en High Roof-varianten. Tweede zanger Chas Smash deed de aankondiging met een Japans accent waarna de band in koor een aangepaste tekst zong; 
We've been driving in our car (Honda City, City)
It takes us here, it takes us far (Honda City, City)
We bought it in Tokyo (Honda City, City)
From a man from Muroran (Honda City, City)
It was made in '83
In a Honda-factory
It says City on the door

In mei 1985 was de videoclip eindelijk op de Nederlandse televisie te zien in het Veronica-programma 100 Jaar Auto. Madness werkte op dat moment aan een nieuwe plaat, een waarop geen plaats was voor nummers als "Driving in My Car". 
Suggs · Mike Barson · Lee Thompson · Chris Foreman · Mark Bedford · Daniel Woodgate · Chas Smash